# 鲁照华
鲁照华（1996年或1998年—），女，河南焦作人，中国影视演员。代表作有电影《闪光少女》、电视剧《山海情》、《城主是我的》等。